# Алат (село)
Алат (тат. Рус Алаты) — село в Высокогорском районе Татарстана России, административно — Село-Алатское сельское поселение.
Глава муниципального образования - Зарипов Раис Каримович.
Лежит на реке Ашит в 33 км к северу от железнодорожной станции Высокая гора. По состоянию на 2000 год население составило 212 человек против 210 в 1989 году.

## История
Крепость Алат была основана в эпоху Казанского ханства и являлась административным центром Алатской даруги. С 1558 года заселен русскими. В 1708-1766 годах - город Казанской губернии (окончательно лишен статуса города в 1803 году). В 1758 году в окрестностях был создан ликёро-водочный завод. В XIX веке деревня прославилась своими кирпичными заводами и гончарными мастерскими.
Население занято животноводством. В деревне есть средняя общеобразовательная школа и клуб.

## Ссылка
- Высокогорский муниципальный район (недоступная ссылка — история).